# Kollankodu
Kollankodu é uma panchayat (vila) no distrito de Kanniyakumari, no estado indiano de Tamil Nadu.

## Demografia
Segundo o censo de 2001,  Kollankodu  tinha uma população de 34,322 habitantes. Os indivíduos do sexo masculino constituem 51% da população e os do sexo feminino 49%. Kollankodu tem uma taxa de literacia de 72%, superior à média nacional de 59.5%: a literacia no sexo masculino é de 74% e no sexo feminino é de 70%. Em Kollankodu, 13% da população está abaixo dos 6 anos de idade.